# Potop szwedzki

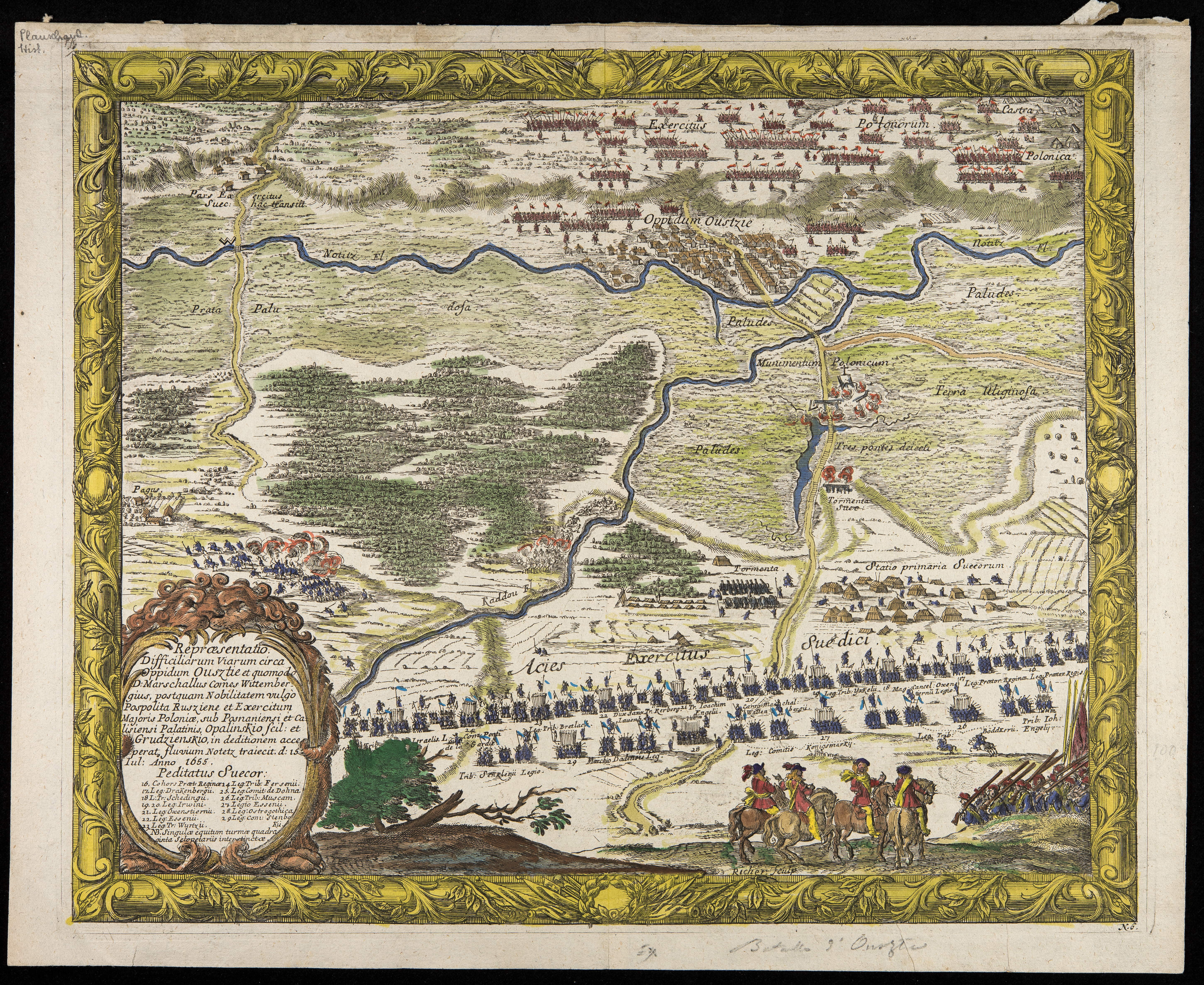
Erik Dahlbergh, Bitwa pod Ujściem

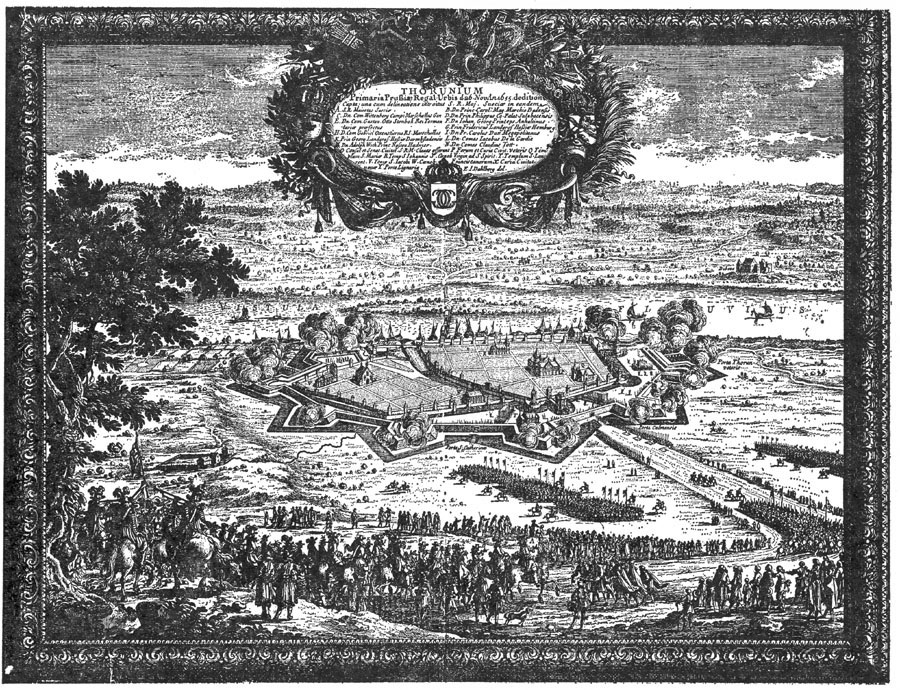
Erik Dahlbergh, Oblężenie Torunia

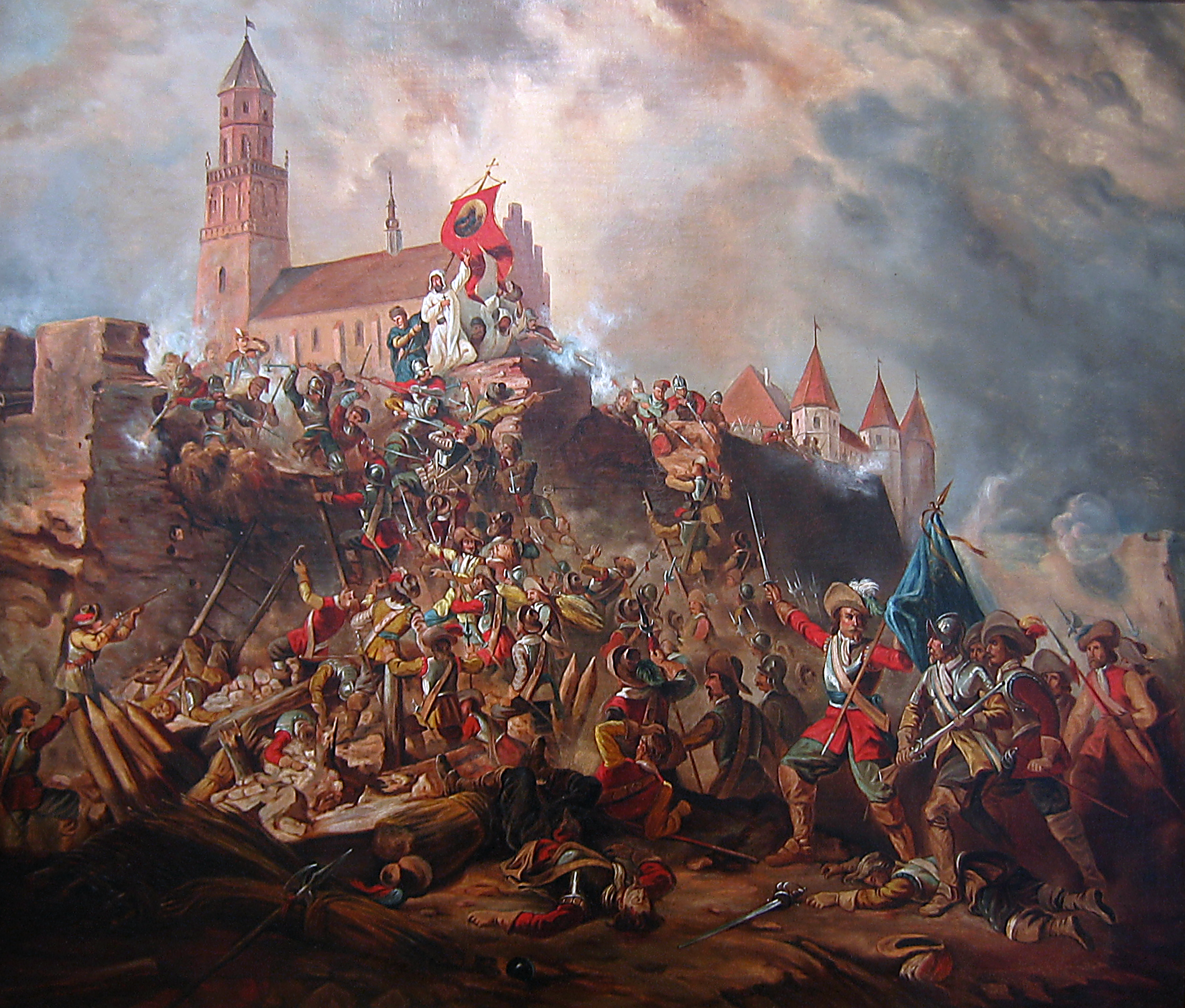
Oblężenie Jasnej Góry

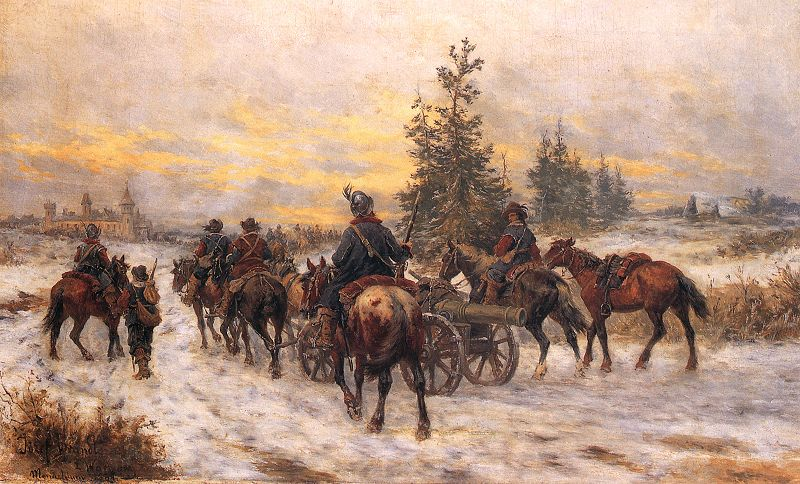
Józef Brandt, Pochód Szwedów do Kiejdan

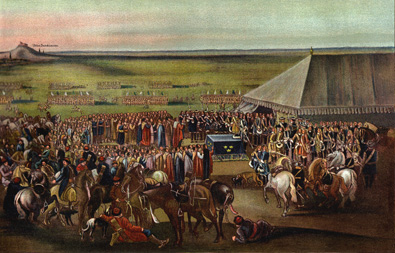
Johan Filip Lemke, Przysięga na wierność królowi szwedzkiemu pod Sandomierzem (m.in. Stanisław Rewera Potocki i Stanisław Lanckoroński), 1655

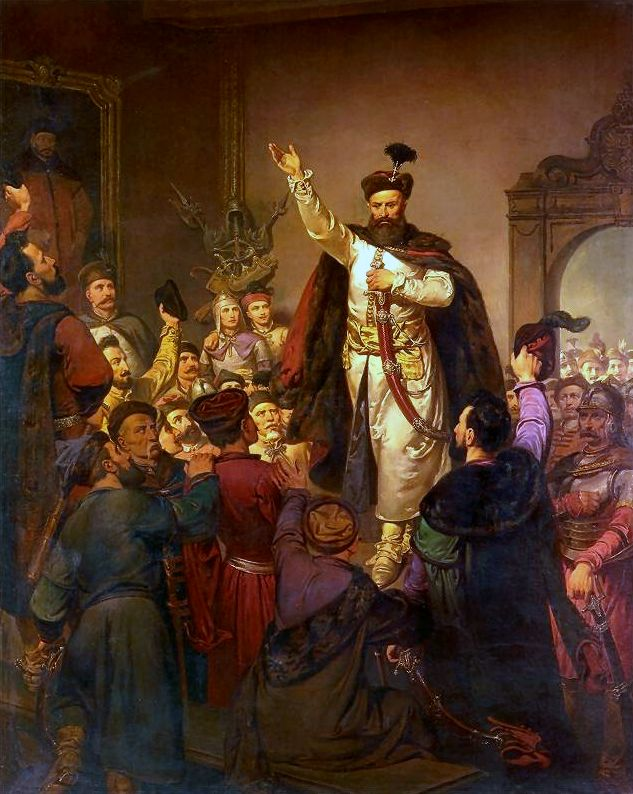
Zawiązanie konfederacji tyszowieckiej, obraz Walerego Eljasza-Radzikowskiego

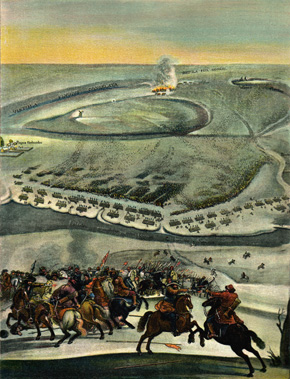
Bitwa pod Gołębiem

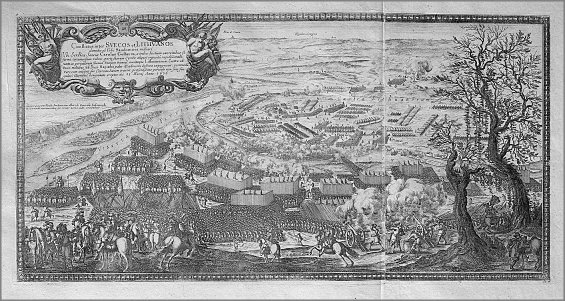
Bitwa w widłach Wisły i Sanu koło Sandomierza

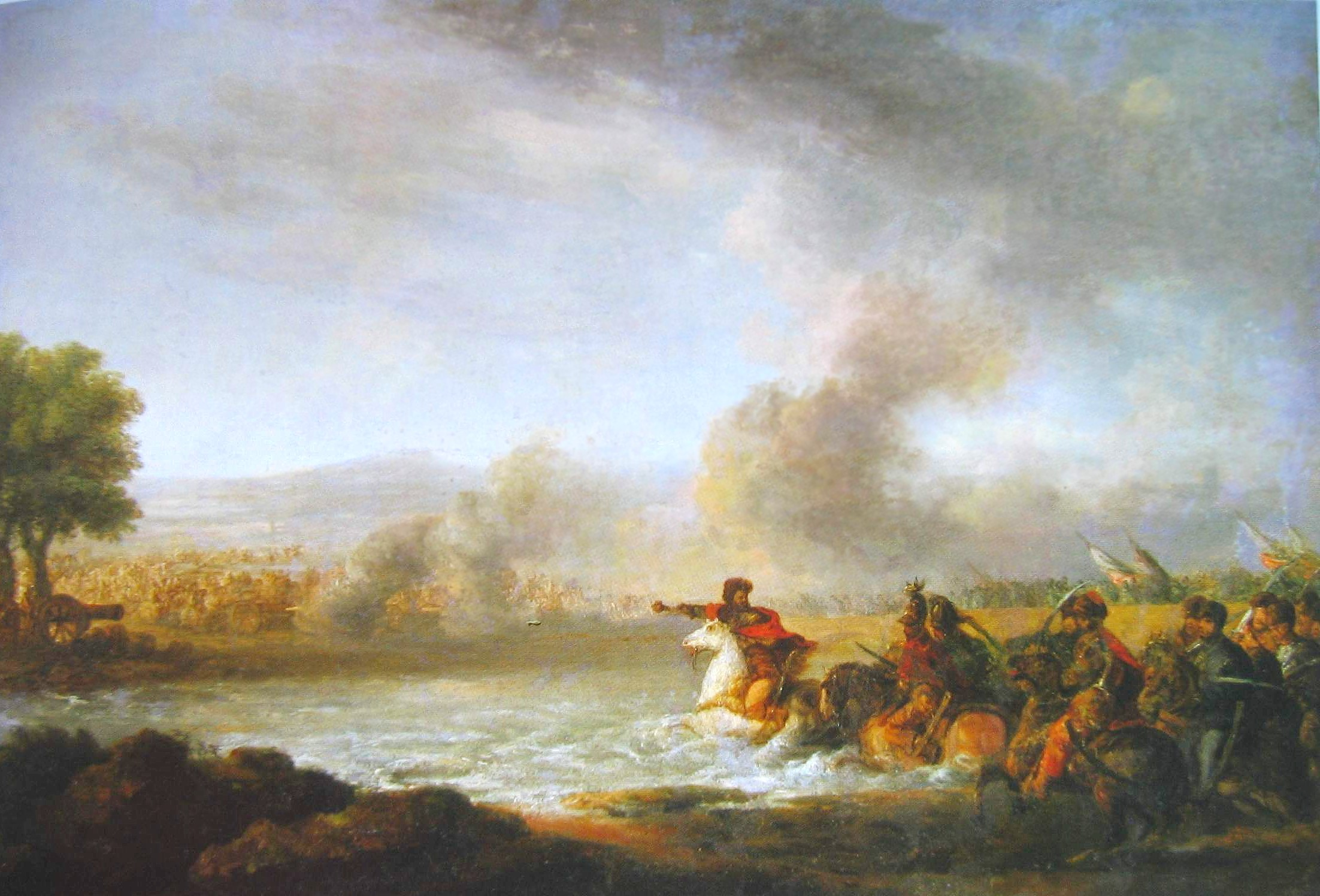
Stefan Czarniecki na czele wojsk polskich w bitwie pod Warką

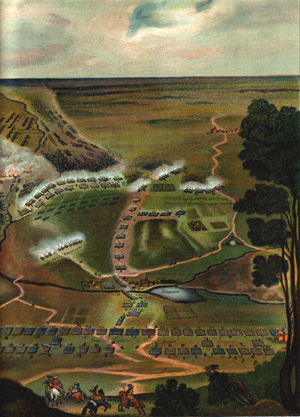
Johan Filip Lemke, Bitwa pod Kłeckiem, 7 maja 1656

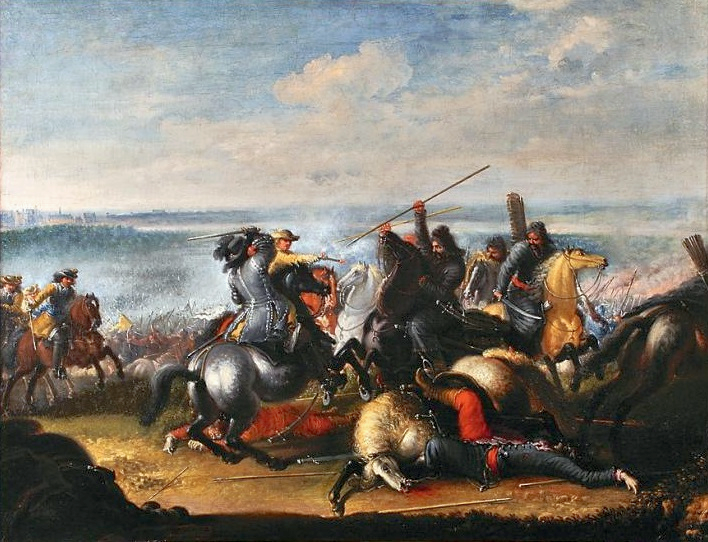
Karol X Gustaw w starciu z Tatarami polskimi pod Warszawą 1656

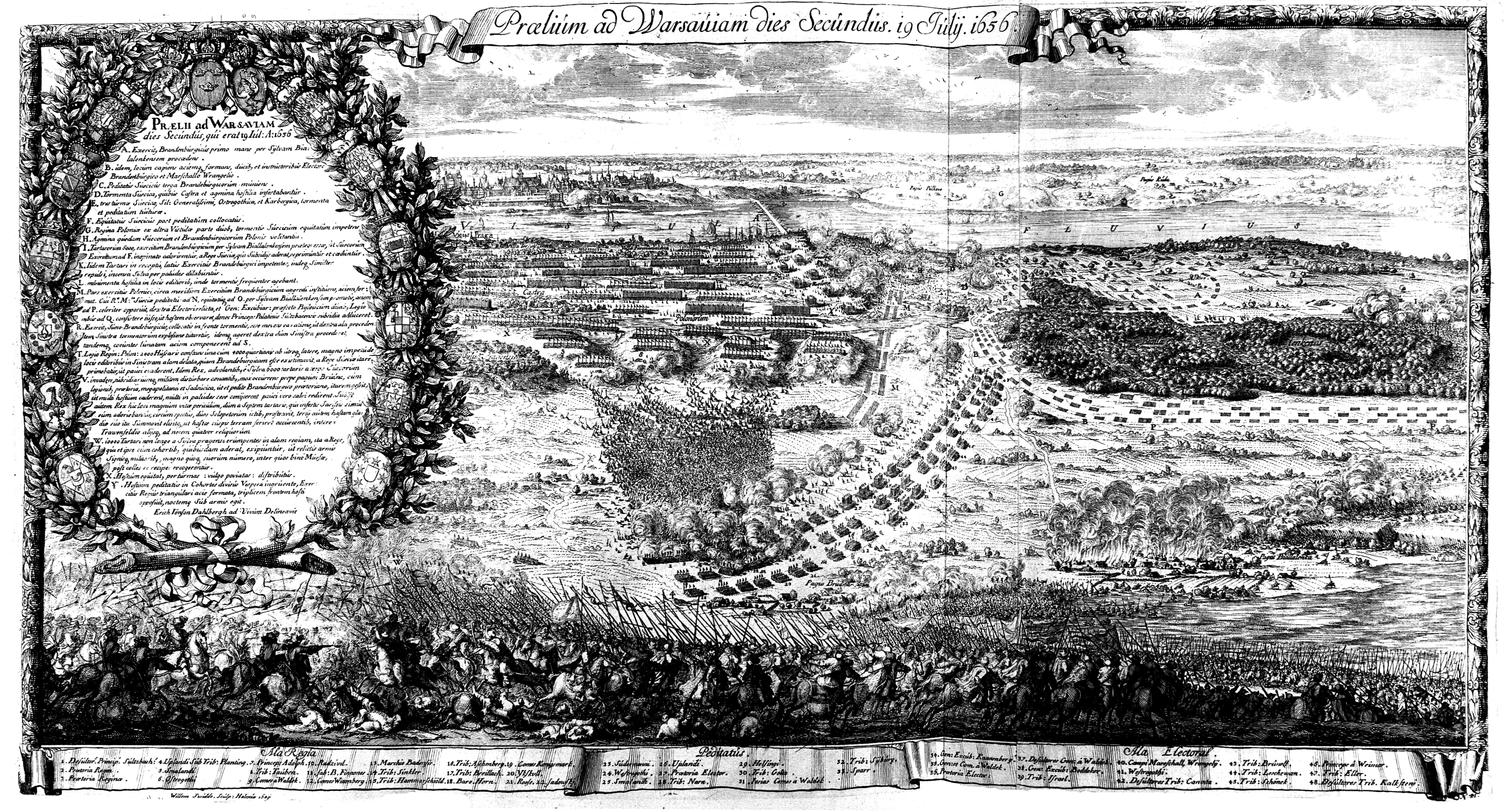
Erik Dahlbergh Drugi dzień bitwy pod Warszawą

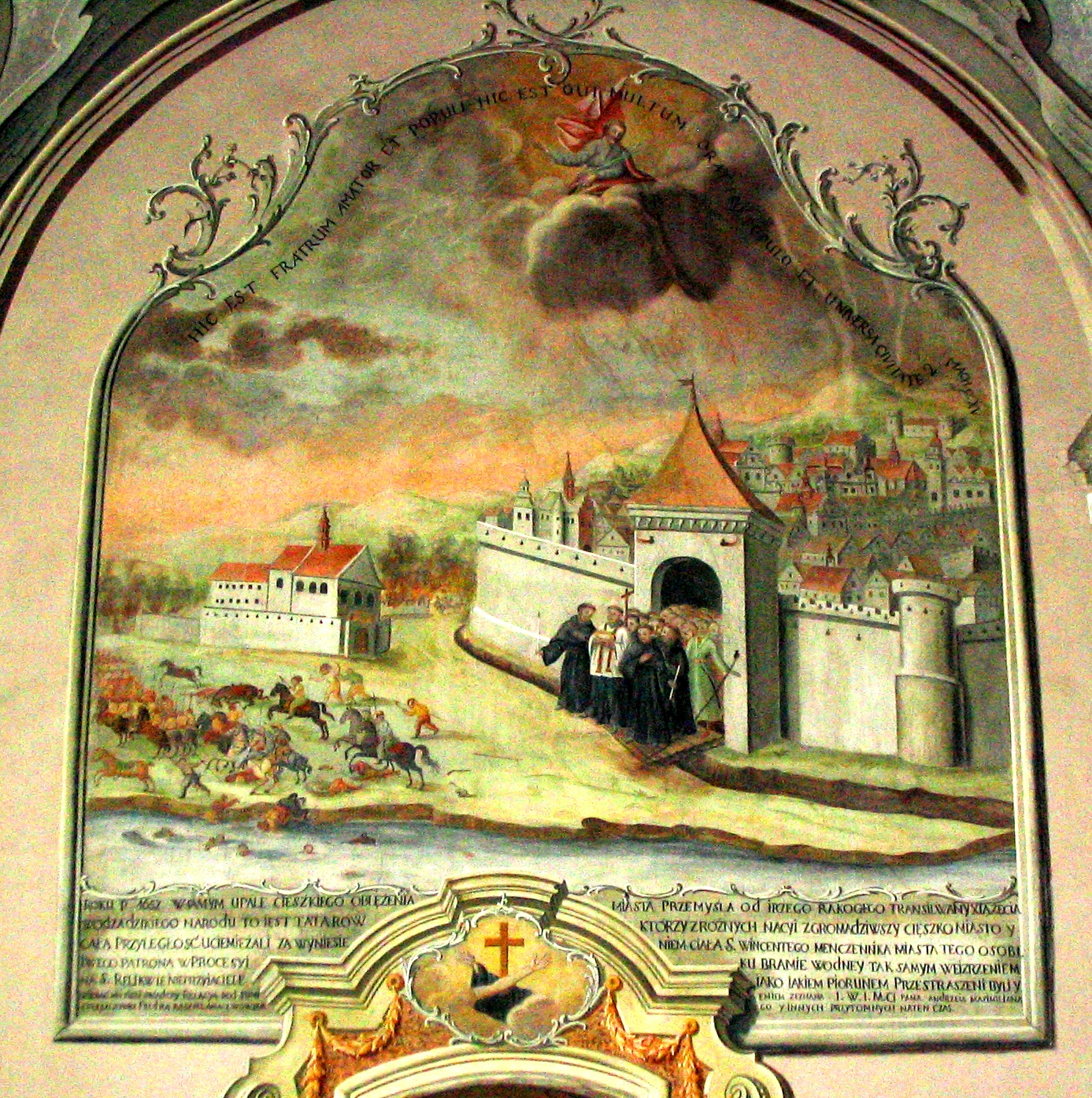
Obrona Przemyśla przed wojskami Rakoczego w 1657

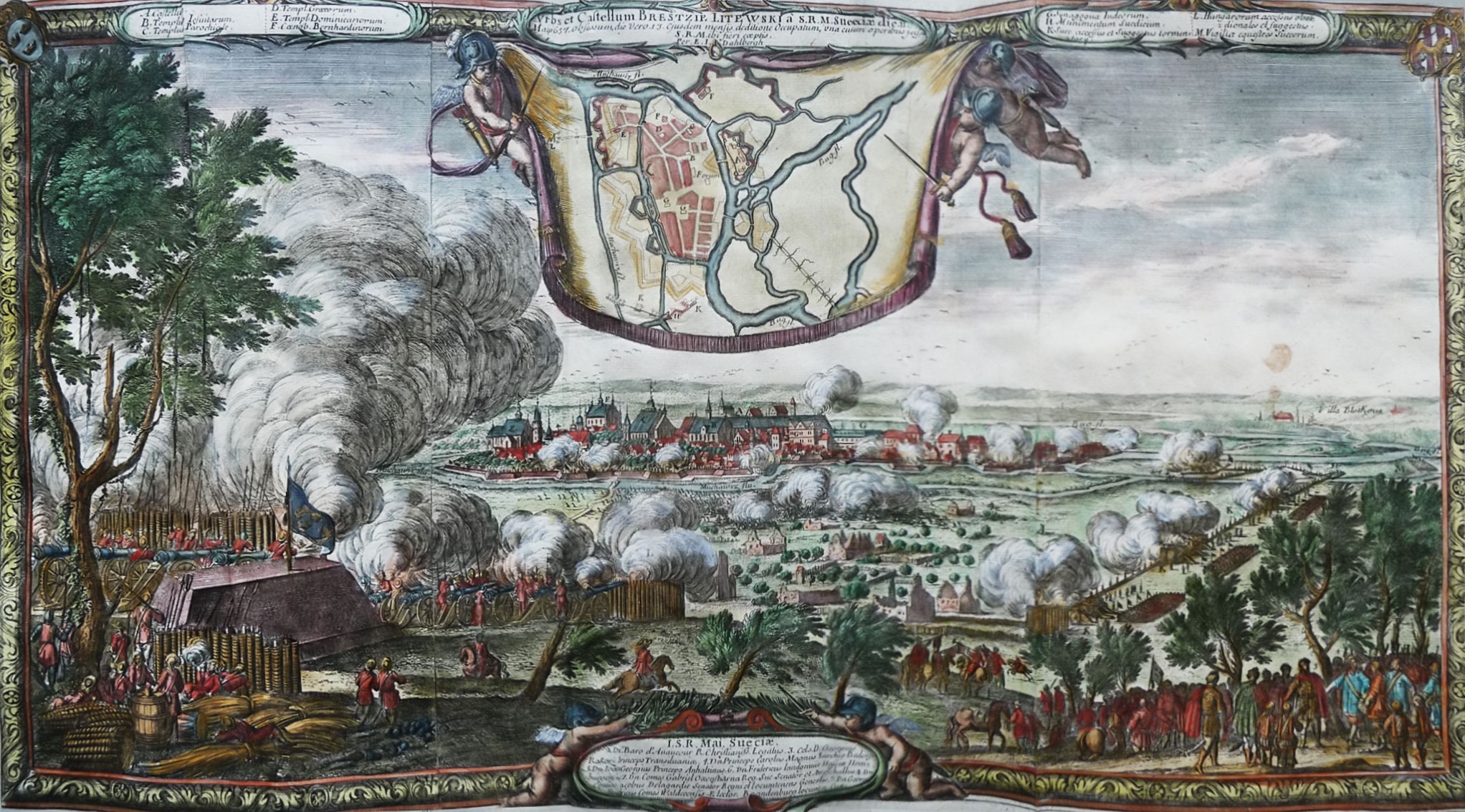
Erik Dahlbergh, 13 maja 1657 – zajęcie Brześcia Litewskiego przez wojska Rakoczego i Karola Gustawa

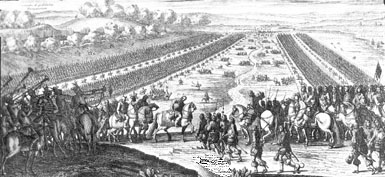
Erik Dahlbergh, Połączenie się wojsk Karola Gustawa i Rakoczego pod Ćmielowem, 12 kwietnia 1657

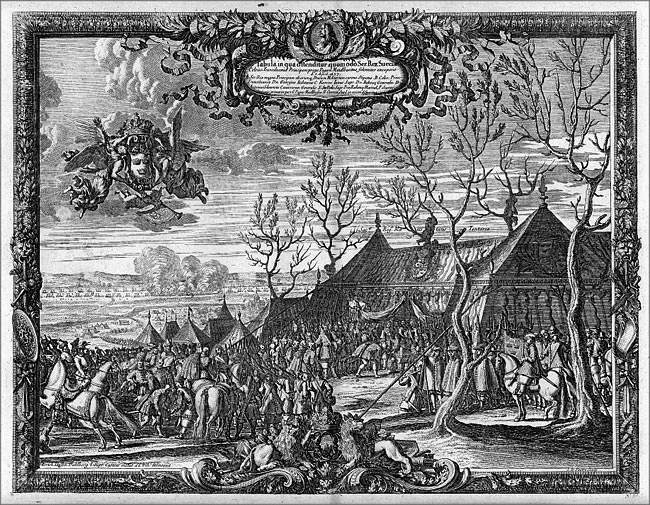
Jerzy Rakoczy u Karola Gustawa pod Modliborzycami

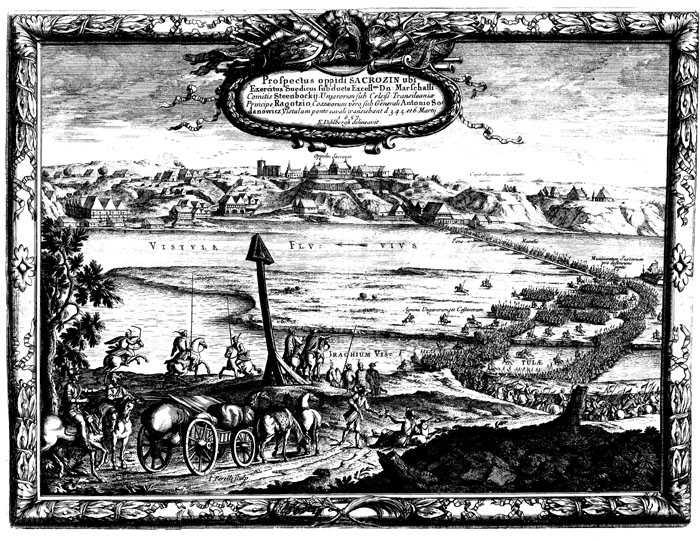
Erik Dahlbergh, Przejście wojsk szwedzkich i siedmiogrodzkich przez Wisłę w Zakroczymiu

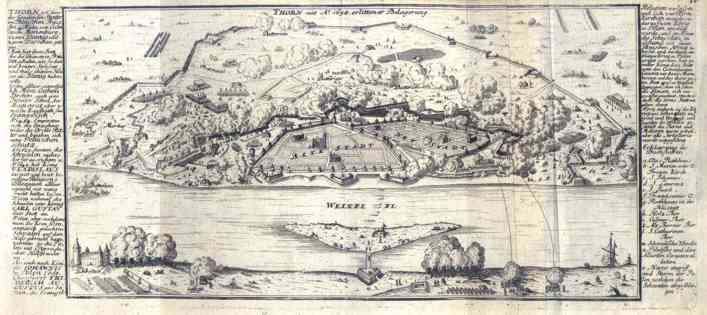
Oblężenie Torunia w 1658 roku

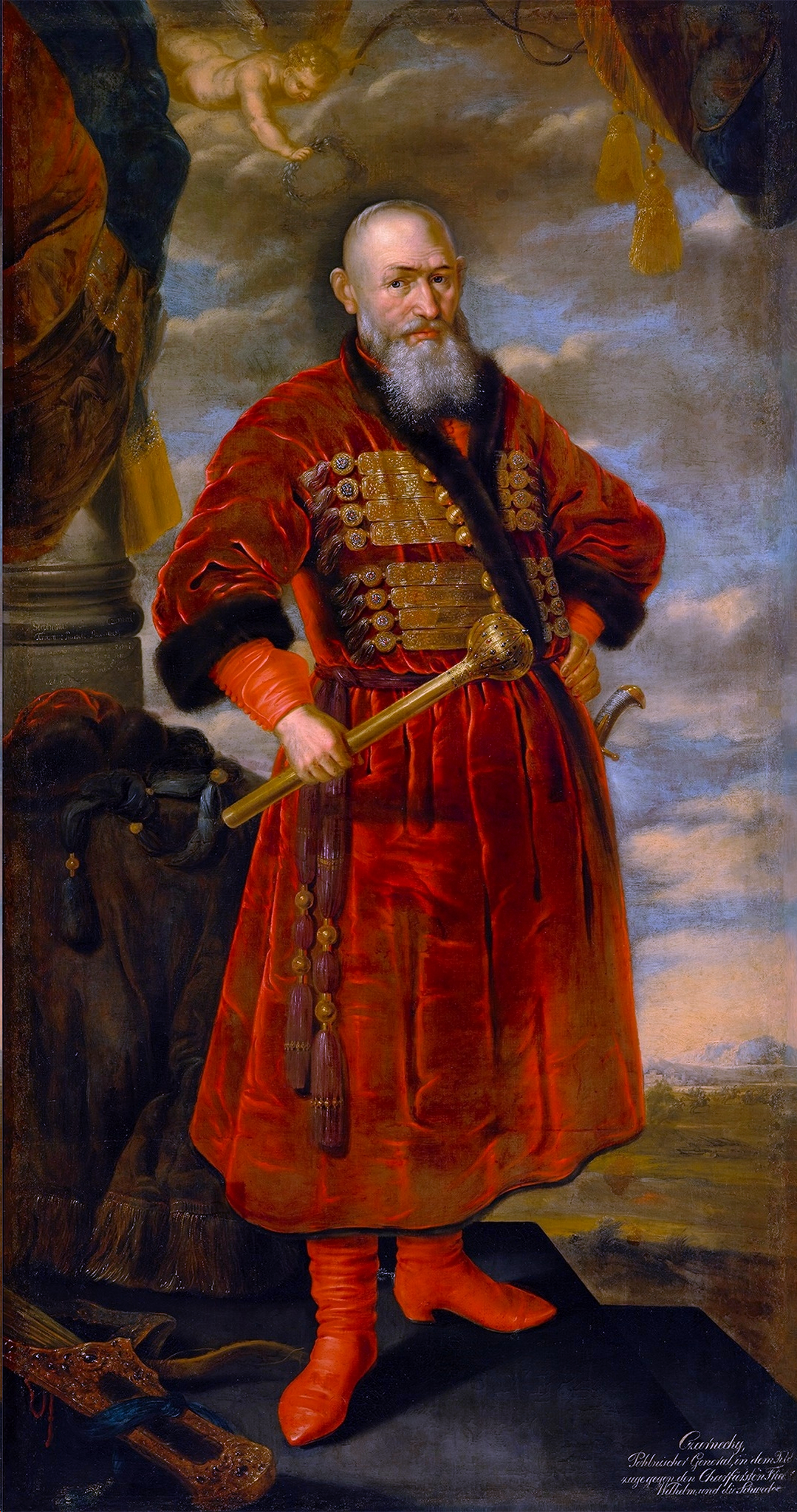
Stefan Czarniecki, portret pędzla Brodero Matthiesena z 1659 roku

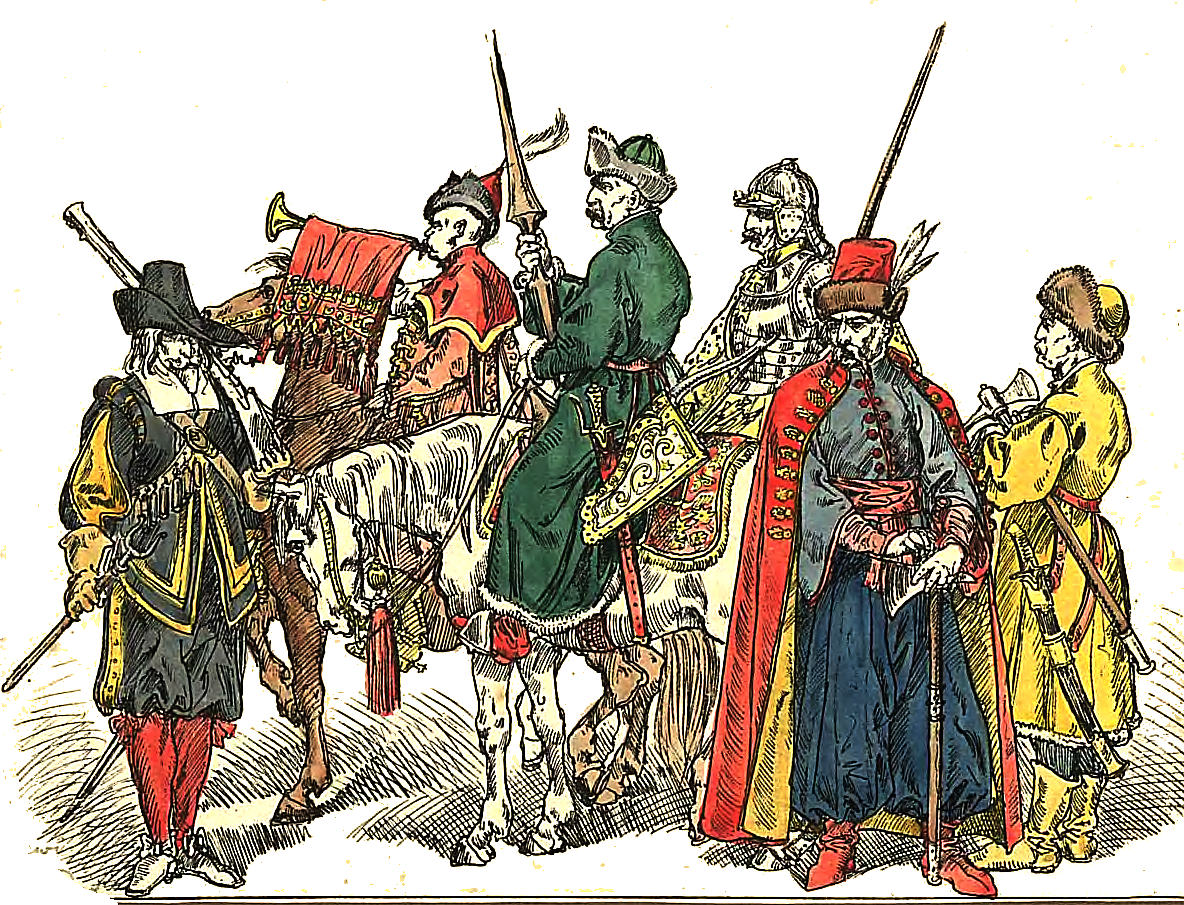
Żołnierze polscy 1633–1668

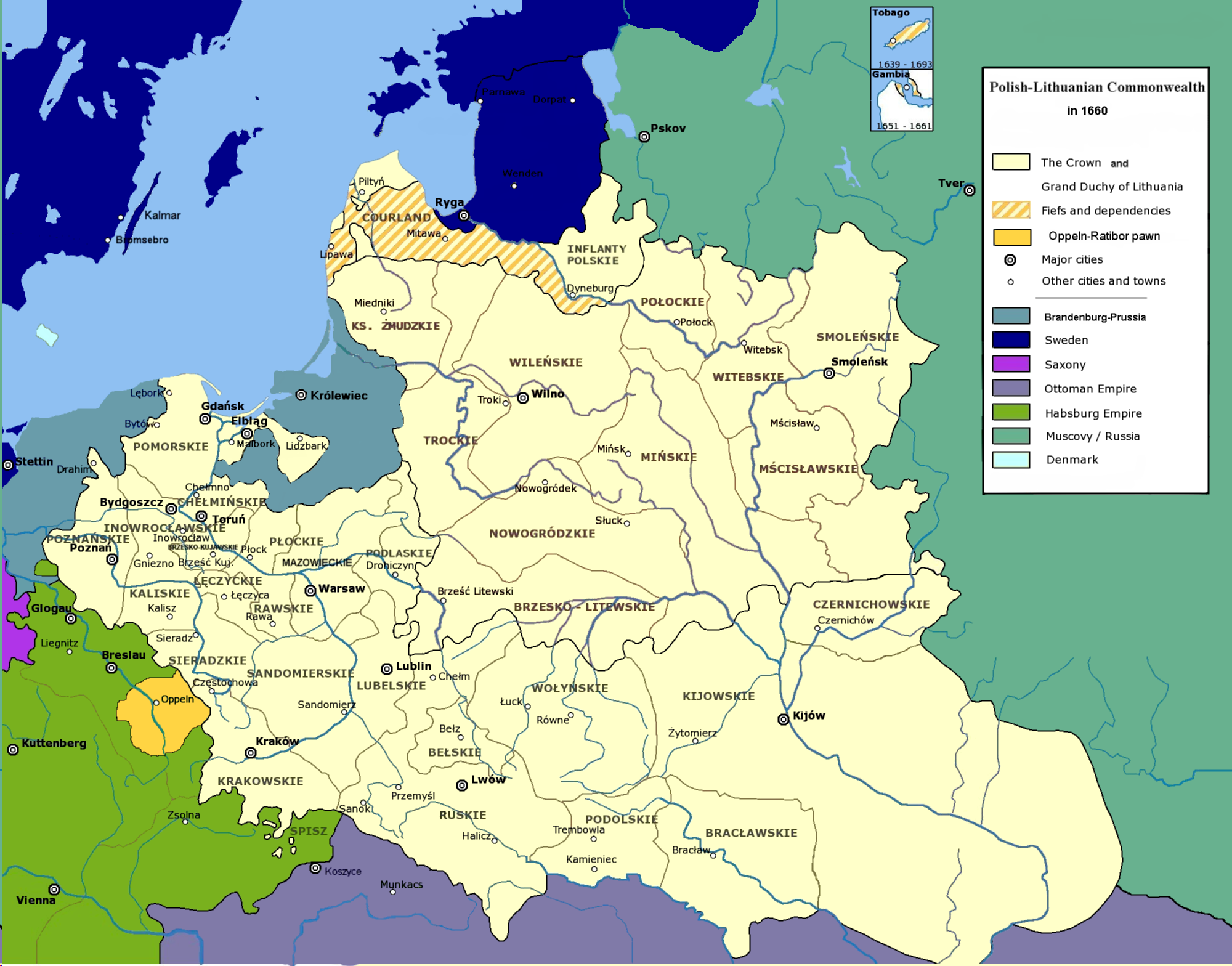
Rzeczpospolita w 1660 roku

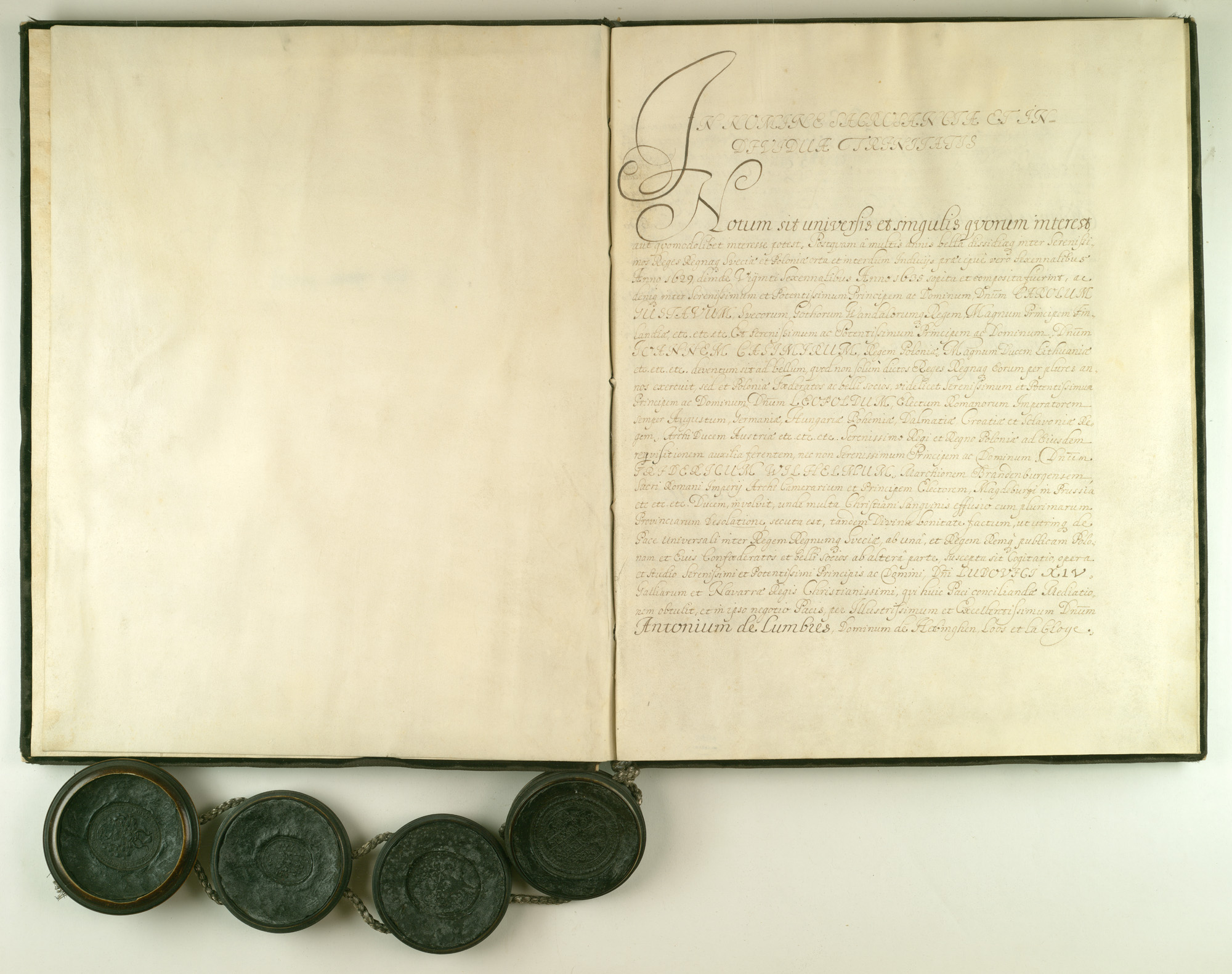
Komisarze szwedzcy zawierają pokój z królem polskim Janem II Kazimierzem Wazą, cesarzem Leopoldem I Habsburgiem i księciem Prus Fryderykiem Wilhelmem I Hohenzollernem

Wojna polsko-szwedzka (1655–1660), VI wojna polsko-szwedzka, zwana także potopem szwedzkim – inwazja Szwecji na Rzeczpospolitą w latach 1655–1660, stanowiąca jedną z odsłon II wojny północnej. Inwazja ta, zakończona podpisaniem traktatu pokojowego w Oliwie w 1660 roku, stała się najbardziej niszczycielskim i śmiercionośnym konfliktem w historii Rzeczypospolitej Polskiej, zaraz obok II wojny światowej.
Potop szwedzki był jedną z odsłon wojen prowadzonych przez Szwecję, która dążyła do całkowitej dominacji nad Morzem Bałtyckim, wynikiem czego były wcześniejsze wojny z Polską o ujście Wisły i Inflanty. Konflikt miał również swoje korzenie w sporze o tron Szwecji w obrębie dynastii Wazów, do czego zgłaszali pretensje królowie polscy z tej dynastii.
Do najazdu wojsk szwedzkich doszło, gdy Rzeczpospolita prowadziła wyniszczającą wojnę obronną z Rosją, która wiosną i latem 1654 roku najechała ponad połowę jej terytorium (potop rosyjski) i wsparła trwające od 1648 roku powstanie Chmielnickiego. Zajęcie przez Rosjan Ukrainy i większości terytorium Wielkiego Księstwa Litewskiego stanowiło zagrożenie dla szwedzkich wpływów nad Bałtykiem i było bezpośrednią przyczyną wkroczenia Szwedów do Polski i na Litwę w 1655 roku.
Zaangażowana w wojnę z najazdem rosyjskim i osłabiona powstaniami kozackimi Rzeczpospolita nie zdołała odeprzeć militarnie najazdu Szwedów w 1655 roku, czego wyrazem było poddanie się wojsk pospolitego ruszenia, a nawet przypadki współpracy i podporządkowania się królowi szwedzkiemu. Od wiosny 1656 roku zaczął wzrastać opór armii koronnej, pojawiły się pierwsze sukcesy militarne, co zaczęło powoli doprowadzać do równowagi pomiędzy przeciwnikami. Od jesieni 1656 roku poprawiła się sytuacja międzynarodowa, co doprowadziło do wycofania się z Polski większości wojsk szwedzkich do czerwca 1657 roku. Szwedzi od tego czasu byli już w defensywie i utrzymywali pod swoją kontrolą jedynie niektóre twierdze z Toruniem na czele. I choć ostatecznie Szwedzi zostali wyparci, to jednak poniesione straty w wyniku walki z kilkoma przeciwnikami oraz koszty ustępstw pokojowych były ogromne.
Szacuje się, iż w wyniku działań wojennych ludność Warszawy zmniejszyła się aż o 90%. Do dziś nie zostały w większości odzyskane zagrabione przez Szwedów dobra kultury polskiej.

## Geneza
Po europejskiej wojnie trzydziestoletniej Szwecja zyskała silną pozycję na południowych wybrzeżach Bałtyku, miała wielkie bezczynne armie i puste kasy królewskie. Sprawą zasadniczą dla Szwedów stało się więc m.in. zdobycie łupów na żołd dla licznego wojska. Takim łatwym łupem wydawała się być Rzeczpospolita Obojga Narodów, wyczerpana po wojnach z Kozakami Chmielnickiego i Rosją. Dodatkowo Szwedom sprzyjał fakt zaangażowania wojsk Rzeczypospolitej w wojnę polsko-rosyjską. Szwecja pragnęła również powstrzymać groźny dla niej postęp wojsk rosyjskich w kierunku Inflant.
Poza tym Szwedzi kontrolowali handel na prawie całym wybrzeżu Bałtyku prócz polskiego Pomorza (Prus Królewskich), więc zajęcie całego wybrzeża i uczynienie z niego morza wewnętrznego pozwoliłoby Szwedom na rozszerzenie wpływów z handlu.
Na wzajemnych stosunkach polsko-szwedzkich cały czas ciążyły roszczenia polskich Wazów do tronu szwedzkiego. Wazowie polscy oprócz tytułu „król polski” używali na pieczęciach i dokumentach tytulatury królów Szwecji. W takich okolicznościach Hieronim Radziejowski, wcześniej potężny magnat w Polsce, później wydziedziczony i skazany na banicję i śmierć, udał się do króla szwedzkiego Karola X Gustawa, aby namówić go do napaści na Rzeczpospolitą.
Najazd szwedzki na Rzeczpospolitą wsparli w części polscy protestanci oraz stronnictwa możnowładców niechętnych Janowi Kazimierzowi bez względu na wyznanie. Sam Karol X Gustaw starał się nie nadawać konfliktowi charakteru religijnego. Jednak wspólnoty protestanckie, jak np. bracia czescy z Leszna na czele ze swoim przywódcą Janem Ámosem Komenským wpuścili do miasta Szwedów, za co miasto w 1656 zostało spalone przez wojska polskie. Oliver Cromwell wzywał Karola X Gustawa by utrącił róg (Polskę) na głowie bestii (Kościoła katolickiego). Z drugiej jednak strony nieustannie i skutecznie opór siłom Karola X Gustawa stawiał protestancki Gdańsk.

## Wojna

### Sukcesy szwedzkie
21 lipca 1655 roku wojska szwedzkie wkroczyły do Rzeczypospolitej. Była to kontynuacja wojen, jakie ze Szwedami prowadził Zygmunt III Waza, a później także Władysław IV, gdyż nie skończyły się one traktatem pokojowym, a tylko rozejmem w Sztumskiej Wsi (1635). Wobec beznadziejnej sytuacji militarnej, poszczególne województwa, miasta i oddziały wojska, niechętne zresztą własnemu królowi, poddawały się Szwedom prawie bez walk.
21 lipca feldmarszałek Arvid Wittenberg wkroczył z Pomorza do Wielkopolski. Prowadził 14 tysięcy żołnierzy i 72 działa. Pod Ujściem zgromadziły się pospolite ruszenie szlachty wielkopolskiej (13 tysięcy) i 1400 żołnierzy piechoty łanowej. Dowództwo sprawowali wojewodowie: poznański – Krzysztof Opaliński i kaliski – Andrzej Karol Grudziński. Dowódcą piechoty łanowej był rotmistrz Władysław Michał Skoraszewski. 24 lipca Szwedzi opanowali przeprawy na Noteci i oskrzydlili obóz polski. 25 lipca pospolite ruszenie skapitulowało i bitwa pod Ujściem została przegrana. Wielkopolska została poddana Karolowi X Gustawowi. Pospolite ruszenie rozjechało się do domów. 31 lipca Wittenberg zajął bez walki Poznań.
Pod Tucznem, 14 sierpnia, granicę polską przekroczyła druga armia szwedzka, dowodzona przez samego Karola X Gustawa (12,4 tys. żołnierzy). Pod Koninem, 24 sierpnia, doszło do spotkania się obydwu armii szwedzkich.
Natomiast 18 sierpnia król Jan Kazimierz udał się z Warszawy do Łęczycy, gdzie znajdowały się wojska hetmana polnego koronnego Stanisława Lanckorońskiego, a w Łowiczu zbierało się pospolite ruszenie z Kujaw i ziemi łęczyckiej. W Warszawie pozostało jedynie 200 piechurów.
25 sierpnia Karol X Gustaw wyruszył z Konina do Koła, mając pod swoimi rozkazami 25 tysięcy żołnierzy i silną artylerię. W Kole przeprawił się przez Wartę i 31 sierpnia ruszył na Warszawę. W drodze ku niej dowiedział się, że pod Piątkiem zebrały się główne siły Jana Kazimierza, skierował się przeciw nim. 2 września doszło do bitwy pod Sobotą, gdzie dzięki Aleksandrowi Koniecpolskiemu udało się nieco opóźnić marsz Szwedów. Dało to czas Janowi Kazimierzowi na ewakuację obozu pod Piątkiem. Król polski na czele około 12 tys. wojska wyruszył w stronę Wolborza, naprzeciw krakowskiemu pospolitemu ruszeniu, Szwedom udało się jedynie pod Piątkiem zdobyć część polskich taborów i pojmać maruderów. W ślad za polskim królem ruszył Arvid Witenberg na czele 8 tys. wojska, a z resztą sił król szwedzki ruszył na Warszawę. Po drodze zajmując 4 września Łowicz wraz z zamkiem prymasowskim wkroczył do Warszawy 8 września, zdobywszy ją bez walki. Tam na czele garnizonu postawił Bengta Oxenstiernę. Pod miastem rozlokował się korpus Stenbocka.
16 września w bitwie pod Żarnowem Karol X Gustaw pokonał armię Jana Kazimierza. Walkę przerwała ulewa. Korzystając z tego król polski wycofał się z resztą wojska do Włoszczowy. Obecne przy nim pospolite ruszenie rozeszło się do domów. Król ruszył do Krakowa. Tam pospiesznie zorganizowano obronę pod komendą Stefana Czarnieckiego. 25 września król opuścił Kraków i udał się do swych dóbr na Śląsku. Z odsieczą oblężonemu Krakowowi planował przyjść hetman Stanisław Lanckoroński zbierający swe oddziały pod Tarnowem. Pod Wojniczem, 3 października, Karol X Gustaw rozbił wojska Lanckorońskiego, które w popłochu wycofały się z powrotem do Tarnowa, gdzie większość wojska uznała zwierzchnictwo Karola X Gustawa. Pozbawiony nadziei na odsiecz Stefan Czarniecki poddał Kraków 17 października.
Tymczasem 30 września korpus Stenbocka rozproszył pod Nowym Dworem pospolite ruszenie z północnego Mazowsza, które zbierało się pod dowództwem wojewody płockiego Jana Kazimierza Krasińskiego. W konsekwencji Mazowsze uznało zwierzchnictwo szwedzkiego króla. Mając w rękach Wielkopolskę, Mazowsze i Małopolskę, Karol X Gustaw skierował się do Prus Królewskich, ostatniej prowincji, w której działała zorganizowana obrona polska kierowana przez wojewodę malborskiego Jakuba Weihera.
Na Litwie, 20 października 1655 roku w Kiejdanach, książę Janusz Radziwiłł zerwał unię Litwy z Koroną i podpisał pakt wiążący Wielkie Księstwo Litewskie ze Szwecją, za co król szwedzki zobowiązywał się odzyskać dla Litwy ziemie stracone przez nią w wojnie z Rosją.
Nie był on jednak jedynym, który poddał się Szwedom. Stanisław Rewera Potocki, który od sierpnia opóźniał pochód wojsk rosyjsko-kozackich w głąb kraju, po przegranej bitwie pod Gródkiem Jagiellońskim wobec dysproporcji sił zmuszony był na Lubelszczyźnie 28 października 1655 poddać się królowi Szwecji. Dopiero rozejm w Niemieży, zawarty po długich rokowaniach pomiędzy Rosją a Rzecząpospolitą 3 listopada 1656, dał czas wojskom polskim na zebranie się do walki ze Szwecją, czemu dodatkowo sprzyjało zaangażowanie się jej w nową wojnę rosyjsko-szwedzką w Inflantach.
12 listopada 1655 za zgodą króla Jana II Kazimierza elektor Fryderyk Wilhelm I podpisał ze szlachtą Prus Królewskich sojusz obronny w Ryńsku, w myśl postanowień którego dla obrony przed Szwedami wojska brandenburskie miały obsadzić większe miasta tej prowincji z wyjątkiem Torunia, Elbląga i Gdańska. 26 listopada korpus Stenbocka stanął pod Toruniem, a 2 grudnia miasto skapitulowało. Kolejne miasta Prus Królewskich z Elblągiem na czele poddawały się Szwedom. Broniły się Gdańsk, Puck i Malbork.
By uniemożliwić Janowi Kazimierzowi kontaktowanie się z krajem, szwedzkie wojska obsadziły granicę śląską. W ramach tej operacji miała miejsce próba zajęcia klasztoru na Jasnej Górze. 18 listopada korpus generała Müllera podszedł pod klasztor. W tym czasie rozgorzały walki powstańcze w Małopolsce i po przełomowym zwycięstwie 7 grudnia 1655 oddziałów chorągwi Gabriela Wojniłłowicza pod Krosnem i wzięciu do niewoli Szwedów i dowódcy zdradzieckich oddziałów płk. Aleksandra Prackiego, 13 grudnia oddziały chłopskie zajęły Nowy Sącz. Następnie Szwedzi utracili Białą i Oświęcim, a górnicy wieliccy wyswobodzili Wieliczkę. Szwedzi ustąpili z mniejszych miast Małopolski, z Krosna, z Nowego Sącza, Biecza, Dukli, a 27 grudnia odstąpili od oblężenia Jasnej Góry. Niemal cała Małopolska wypowiedziała posłuszeństwo Karolowi X Gustawowi.
16 grudnia w Sokalu hetmani koronni wezwali naród do walki ze Szwedami. 29 grudnia zgromadzone przy nich polskie wojska zawiązały konfederację tyszowiecką. 31 grudnia konfederaci wydali uniwersał, w którym wezwali wszystkich do walki z najeźdźcą i powiadomili o powrocie króla do kraju.

### Powrót Jana Kazimierza i zwrot w działaniach wojennych
Na początku 1656 roku Jan Kazimierz powrócił do Polski. 18 grudnia 1655 wyruszył z Opola, by jadąc przez Śląsk i Słowację, 27 grudnia dotrzeć do Lubowli na Spiszu. Stąd wyruszył do Biecza, a potem przez Nowy Żmigród do Dukli. 3 stycznia 1656 był w Krośnie, gdzie wydał w tym dniu „Podziękowanie dla ludności Nowego Sącza”, a 8 stycznia 1656 datował „Manifest wzywający chłopów do walki”. W Krośnie dowiedział się o zwycięstwie i odstąpieniu Szwedów od Jasnej Góry oraz o śmierci w dniu 31 grudnia 1655 Janusza Radziwiłła. Konfederaci Tyszowieccy (obaj hetmani Stanisław Rewera Potocki i polny koronny Stanisław Lanckoroński, senatorowie i inni dygnitarze, m.in.: kasztelan sandomierski Stanisław Witowski, 8 wojewodów m.in.: bracławski Piotr Potocki i czernihowski Krzysztof Tyszkiewicz Łohojski) – po wydaniu 31 grudnia 1655 Uniwersału konfederacji w Tyszowcach, spotkało się z królem w Krośnie, gdzie odbyło się posiedzenie Rady Senatu Rzeczypospolitej w obecności: króla Jana Kazimierza, prymasa Polski Leszczyńskiego, hetmanów Jerzego Lubomirskiego, Stanisława Rewery Potockiego i Stanisława Lanckorońskiego oraz kasztelana kijowskiego Stefana Czarnieckiego. W dniu 12 stycznia król udał się w kierunku Łańcuta do twierdzy Jerzego Lubomirskiego. 15 lub 16 stycznia znalazł się w Łańcucie, gdzie 22 stycznia 1656 konfederacja tyszowiecka została przekształcona w konfederację generalną. 10 lutego król przybył do Lwowa. We Lwowie Jan Kazimierz 1 kwietnia 1656 złożył według tekstu św. Andrzeja Boboli śluby lwowskie uznające Matkę Bożą Królową Polski. Przy królu byli obecni obaj hetmani koronni (Stanisław Rewera Potocki i Stanisław Lanckoroński). Lwów stał się miejscem koncentracji niezbyt licznych wojsk królewskich. Oprócz garnizonów Lwowa i Kamieńca Podolskiego było 7,5 tys. jazdy Potockiego i kilkuset żołnierzy Lubomirskiego. Pod Lwów miało ściągać pospolite ruszenie z wolnych od okupacji województw: lubelskiego, bełskiego i wołyńskiego. Z obszarów, na których stacjonowały szwedzkie garnizony, postanowiono jak najszybciej wyprowadzić rekrutów i ściągnąć ich pod Lwów. W tym celu wysłano w krakowskie oddział pułkownika Gabriela Wojniłłowicza, a w sandomierskie regimentarza Stefana Czarnieckiego. Plonem ich działań było przyprowadzenie kilku tysięcy rekrutów do armii koronnej.
Oczywiste stało się, że król Karol X Gustaw dążyć będzie do jak najszybszej interwencji zbrojnej pod Lwowem. Istotnie, w Łowiczu król szwedzki nakazał koncentrację podległych mu wojsk. Najpierw skierowały się one przeciwko Czarnieckiemu, by przeszkodzić mu w rekrutacji, a nawet przejąć zwerbowanych rekrutów, ten jednak zdołał ujść za Wisłę. 19 lutego Szwedzi dogonili go pod Gołębiem w czasie, gdy wojsko odpoczywało i polskie siły poszły w rozsypkę. Rekrutów nie udało się Szwedom przejąć, gdyż polski dowódca wysłał ich przodem i na miejscu bitwy ich nie było. Niebawem Czarniecki zebrał rozproszony oddział i udał się do Lublina.
Maszerując na Lwów, Karol X zajął wkrótce Lublin, lecz Zamość odmówił poddania się i Szwedzi nie marnując czasu na jego zdobywanie obeszli twierdzę i poszli dalej.
3 marca pod Bełżcem król szwedzki zrezygnował z uderzenia na Lwów na skutek wieści o znacznej liczebności wojska gromadzącego się przy Janie Kazimierzu (ok. 22–24 tys. wojska). Była to zbyt duża armia, aby Szwedzi mogli pozwolić sobie na szturmowanie Lwowa, mając na swych tyłach polską jazdę prowadzącą wojnę partyzancką, która utrudniała zaopatrzenie i komunikację. W tym czasie w nocy z 23 na 24 lutego wojska Aleksandra Koniecpolskiego na Mazowszu wypowiedziały posłuszeństwo królowi szwedzkiemu i pomaszerowały na Lwów. W kierunku Lwowa posuwały się także wojska litewskie Pawła Sapiehy.
Wobec zbliżających się sił polskich Karol X poprowadził swą armię nad San i 11 marca dotarł do Jarosławia, gdzie straż przednia szwedzkich wojsk w bitwie pod Jarosławiem wywalczyła dostęp do przeprawy. Część armii, pod dowództwem Hammerskjolda i feldmarszałka Douglasa, król wysłał z zadaniem zajęcia Przemyśla, jednak nadejście wojsk Czarnieckiego udaremniło plan zdobycia miasta. 16 marca wojska szwedzkie spod Przemyśla powróciły do królewskiego obozu pod Jarosławiem. Stąd 22 marca ruszono w dół Sanu i Wisły w kierunku Warszawy. Za ustępującymi Szwedami postępowały oddziały Czarnieckiego i Aleksandra Koniecpolskiego, nękając ich w czasie pochodu. W trakcie odwrotu niemal wszystkie oddziały polskie idące z Karolem X Gustawem odstąpiły go i przeszły do obozu Jana Kazimierza. Mimo niesłychanego wyczerpania głodem, chorobami, nieustannym czuwaniem, Szwedzi nie dali się rozbić. 30 marca armia szwedzka stanęła pod Sandomierzem, opanowanym przez Lubomirskiego. Szwedzi założyli ufortyfikowany obóz pod Gorzycami. Osaczyły go natychmiast wojska polskie i litewskie liczące łącznie ok. 20 tys. wojska regularnego i 3 tys. pospolitego ruszenia, natomiast siły Szwedów wynosiły ok. 5 tys. wojska.
Z Warszawy 27 marca wyruszył z odsieczą margrabia Fryderyk, prowadząc ze sobą 2,5 tys. rajtarów i dragonów. 3 kwietnia dotarł do Janowca i tu zastał go rozkaz Karola X nakazujący powrót do Warszawy. Jednak przeciw korpusowi margrabiego Fryderyka szło już 8 tys. jazdy Czarnieckiego i Lubomirskiego. Obaj wodzowie w tajemnicy wyprowadzili swe oddziały z obozu pod Sandomierzem. Na miejscu blokadę Szwedów kontynuowały pospolite ruszenie i oddziały chłopskie pozorujące wojsko regularne. 7 kwietnia pod Warką Czarniecki i Lubomirski rozgromili korpus Fryderyka, dzień wcześniej rozbijając oddział szwedzki pod Kozienicami. Tymczasem 5 kwietnia wojsko Karola Gustawa wyrwało się z blokady i przeprawiło się na prawy brzeg Sanu i już 13 kwietnia król szwedzki stanął w Warszawie, gdzie 14 kwietnia dołączyła do niego reszta jego wojsk.
Zwrotem w wojnie było zatem nieudane oblężenie Przemyśla, spod którego rozpoczął się odwrót wojsk szwedzkich. By go wykorzystać, dowództwo polskie zdecydowało się na rajd wojsk koronnych przez Kujawy i Wielkopolskę w celu wzmocnienia tamtejszych oddziałów partyzanckich toczących walki ze Szwedami. 9 kwietnia dywizje Lubomirskiego i Czarnieckiego (razem 12 tys. regularnej jazdy oraz ok. 3 tys. rabarzy, czyli chłopskiej piechoty) ruszyły do Prus Królewskich. 17 kwietnia oddziały polskie przedefilowały pod Toruniem. Kilka dni później opanowały Bydgoszcz i Nakło. Dywizja Lubomirskiego stanęła na odpoczynek pod Łobżenicą, a dywizja Czarnieckiego pod Piłą.
Zmusiło to Karola Gustawa do wyjścia z Warszawy na czele 10 tys. armii i skierowania się do Prus Królewskich. Ściganie wojsk koronnych król powierzył swemu bratu księciu Adolfowi Janowi, sam zaś dołączył w Toruniu do korpusu Stenbocka i ruszył na Gdańsk.
Na wieść o przybyciu wojsk szwedzkich, polskie dywizje połączyły się pod Piłą i razem, 4 maja, przeszły do Wielkopolski. Pod Jabłkowem (15 km od Gniezna) doścignął ich korpus księcia Adolfa Jana. 5 maja Polacy przyjęli bitwę znaną jako bitwa pod Kłeckiem, ale ponieśli klęskę i wycofali się do Pleszewa. Niebawem obie dywizje zostały wezwane przez Jana Kazimierza pod Warszawę, w której bronił się 2 tys. garnizon szwedzki Arvida Wittenberga. Już w kwietniu wojska litewskie Pawła Sapiehy zablokowały Warszawę, jednak nie dysponowały artylerią i piechotą, aby szturmować miasto. 30 maja pod Warszawę przybyli Jan Kazimierz i wojska hetmańskie, a wkrótce też stawiły się oddziały Lubomirskiego i Czarnieckiego ściągnięte z Wielkopolski oraz pospolite ruszenie. W sumie pod Warszawą zebrało się ok. 28 tys. wojska regularnego i 18 tys. pospolitego ruszenia. 29 czerwca przyprowadzone z Zamościa ciężkie działa wybiły wyłom w zewnętrznych obwarowaniach Warszawy. Masy czeladzi i chłopów zdobyły zewnętrzne umocnienia. 1 lipca garnizon szwedzki skapitulował i zakończyło się oblężenie Warszawy. 2 lipca poddał się garnizon Piotrkowa oblegany przez pospolite ruszenie sieradzkie.
Już zimą Karol X Gustaw zdał sobie sprawę, że siłami samej Szwecji nie utrzyma zdobyczy w Polsce. Zaczął szukać sprzymierzeńców. Jego wysłannicy dotarli do Bohdana Chmielnickiego, Jerzego Rakoczego i elektora Fryderyka Wilhelma. 17 stycznia 1656 roku poseł francuski doprowadził do zawarcia traktatu w Królewcu pomiędzy Karolem X Gustawem i elektorem Fryderykiem Wilhelmem. W myśl jego postanowień elektor przestawał być lennikiem Polski i zostawał lennikiem Szwecji, uzyskując w zamian biskupstwo warmińskie. Plonem tych zabiegów był układ brandenbursko-szwedzki zawarty w Malborku 25 czerwca. Brandenburgia otrzymała województwa: poznańskie, kaliskie, łęczyckie i sieradzkie. Garnizony szwedzkie w tych województwach były zastępowane garnizonami brandenburskimi.
W lipcu flota 30 okrętów holenderskich, posiłkowana wkrótce 10 okrętami duńskimi zniosła szwedzką blokadę portu gdańskiego i przerzuciła oddział posiłkowy w sile 1300 ludzi dla obrony miasta.
28 lipca armia brandenbursko-szwedzka, pod dowództwem Karola Gustawa, ruszyła na Warszawę. W dniach 28–30 lipca w bitwie pod Warszawą król szwedzki pokonał wojska Jana Kazimierza. Polacy wycofali się w rozsypce, lecz za Wieprzem zebrali się ponownie gotowi do dalszej walki. Szwedzi ponownie zajęli Warszawę, ale Karol Gustaw zdecydował wycofać się do Prus Królewskich. Wielkopolskę miał przejąć elektor Fryderyk Wilhelm. Wkrótce więc Szwedzi opuścili Warszawę.
Dowództwo polskie postanowiło podjąć akcje wymuszające na elektorze zerwanie sojuszu z Karolem Gustawem i w październiku do Prus Książęcych wkroczył korpus hetmana polnego litewskiego Wincentego Gosiewskiego, prowadzącego 11 tys. żołnierzy. 8 października Gosiewski rozbił pod Prostkami wojska brandenburskie gen. Georga Friedricha von Waldecka. Kilkanaście dni później, 22 października pod Filipowem, pokonał Gosiewskiego Gustaw Otto Stenbock.
W listopadzie wielkopolskie pospolite ruszenie prowadzone przez Piotra Opalińskiego najechało Nową Marchię i ją spustoszyło. 12 grudnia za zgodą Jana Kazimierza, Opaliński zawarł ze stanami brandenburskimi rozejm w Sulęcinie. Brandenburczycy obiecali ustąpić z Wielkopolski, co też nastąpiło. Załogi brandenburskie pozostały jedynie w Poznaniu, Kościanie i Kórniku.
W końcu roku 1656 Szwedzi utrzymywali się jedynie w prawobrzeżnej części Prus Królewskich, na północnym Mazowszu, w Łowiczu, Krakowie i Tykocinie.

### Najazd Jerzego II Rakoczego

#### Geneza najazdu
Jerzy II Rakoczy nie był rozpatrywany jako potencjalny wróg Rzeczypospolitej – po wybuchu wojny senat, a potem Jerzy Lubomirski za przyzwoleniem króla Jana Kazimierza, zaoferowali Siedmiogrodzianom adopcję syna Rakoczego przez króla polskiego, a także sukcesję tronu polskiego po śmierci Jana Kazimierza. Propozycji tej sprzyjały zarówno dobre stosunki polsko-węgierskie, jak i sposób rządów Rakoczego tolerancyjny dla różnowierców.
W 1653 roku Rakoczy zawarł przymierze z Polską, jednak zwlekał z decyzją o wkroczeniu do Polski po najeździe szwedzkim. 18 maja 1656 roku król szwedzki Karol Gustaw w liście z Malborka proponował Węgrowi połacie ziemi lwowskiej i Rusi Czerwonej jako wielkiemu księciu Halicza w zamian za 2-tysięczny korpus i zaciągi w Siedmiogrodzie. Rokowania szwedzko-siedmiogrodzkie jednak przeciągały się nie tylko na skutek targów obu stron, ale i zmiennej sytuacji wojennej. W tym czasie Jan Kazimierz także próbował wciągnąć Rakoczego do wojny przez rokowania prowadzone przez Jerzego Lubomirskiego i kanclerza Mikołaja Prażmowskiego.
W tym czasie Rakoczy prowadził już rozmowy z Kozakami Bohdana Chmielnickiego, który był mu niechętny po stracie syna Tymofieja w czasie zdobywania przez wojska polsko-siedmiogrodzkie mołdawskiej Suczawy w 1653 roku. Ostatecznie 7 września 1656 roku Jerzy II Rakoczy zaprzysiągł traktat wieczystej przyjaźni, przysłany przez Bohdana Chmielnickiego, co uczyniła i druga strona wraz ze zobowiązaniem do obustronnej pomocy wojskowej. Wpływ na to miała zapewne też postawa Rosji, coraz silniej naciskającej na Kozaków. 3 listopada 1656 roku w polsko-rosyjskiej ugodzie wileńskiej Polacy zgodzili się wręcz oddać carowi Aleksemu koronę polską po śmierci Jana Kazimierza, za powstrzymanie Chmielnickiego przed wejściem w sojusz ze Szwecją.
Nadal trwały rokowania szwedzko-siedmiogrodzkie, które utrudniały coraz większe żądania Rakoczego. 1 grudnia 1656 zakończyły się rokowania polsko-austriackie i cesarz Ferdynand III podpisał traktat przymierza z Polską, zobowiązując się oddać na żołd polski 4 tys. żołnierzy. Nie bez znaczenia był fakt umocnienia się pozycji Rakoczego, który będąc lennikiem Turcji, mógł wbrew intencjom Habsburgów próbować zjednoczyć Węgry, co zaszkodziłoby interesom cesarstwa.
6 grudnia 1656 roku został zawarty wieczysty sojusz szwedzko-siedmiogrodzki w Radnot na Węgrzech tzw. traktat w Radnot. Akt ten dopełnił plany przyszłego podziału Rzeczypospolitej – szwedzki król zatrzymywał dla siebie Prusy Królewskie, Kujawy, północne Mazowsze, Żmudź, Inflanty i Kurlandię; Wielkopolskę przekazywał elektorowi brandenburskiemu i księciu Prus Fryderykowi Wilhelmowi, Ukraina została przekazana Bohdanowi Chmielnickiemu, a województwo nowogródzkie jako księstwo dziedziczne – Bogusławowi Radziwiłłowi. Sam Rakoczy miał zyskać m.in. Mazowsze i Małopolskę wraz z dochodowymi złożami soli.
W końcu stycznia 1657 przez Karpaty ruszyła do Polski w kierunku na Lwów armia siedmiogrodzka w sile około 25 tys. wojska, do której w Medyce dołączyło ok. 8–10 tys. Kozaków pod dowództwem Antona Żdanowicza.
W tym samym czasie na Pomorzu doszło 2 stycznia do bitwy pod Chojnicami, gdzie na polskie wojsko na zimowych leżach natarła szwedzka jazda, czyniąc niemałe zamieszanie, i w rezultacie polska armia cofnęła się aż pod Nakło. Dzięki obiecanym przez królową Ludwikę Marię 120 tys. talarów żołdu Czarniecki na czele 6 tysięcy wojska ruszył do Gdańska po króla Jana Kazimierza, po drodze prowadząc wojnę podjazdową, dzięki czemu skutecznie wymknął się Szwedom. 26 lutego 1657 roku Czarniecki wraz z królem znalazł się znów w Kaliszu, skąd ruszył w pole, aby przeszkodzić połączeniu się sił szwedzkich i siedmiogrodzkich.

#### Działania wojenne
W 1657 roku po stronie Szwecji udział w wojnie wziął książę Siedmiogrodu Jerzy II Rakoczy, którego wojska, wspomagane przez Kozaków, osławiły się wielkimi okrucieństwami. Licząca 25 tys. armia siedmiogrodzka wkroczyła do Rzeczypospolitej w styczniu i pomaszerowała na Lwów. Tu doszły Rakoczego wieści o trudnym położeniu szwedzkiego garnizonu w Krakowie, więc zawrócił pod Kraków, rezygnując z próby oblegania Lwowa, po drodze paląc, mordując i rabując takie grody jak Duklę, Rogi, Odrzykoń. Wcześniej mieszkańcy Jaślisk, a 16 marca 1657 – Krośnianie zwycięsko odparli najazd wojsk Rakoczego. Rakoczy nie był w stanie zdobyć także twierdzy w Łańcucie. 21 marca Siedmiogrodzianie zajęli Tarnów. Rakoczy szeroko rozpuścił swe wojska, które zajęły się grabieniem Małopolski, co spowalniało znacznie marsz księcia na Kraków i na czele zaledwie 5 tys. żołnierzy dotarł do miasta dopiero 28 marca. Wzmocniwszy szwedzki garnizon 2,5 tys. żołnierzy, ruszył w dół Wisły i dołączył do swej armii, maszerującej niemrawo na północ. Na mocy wcześniej zawartych traktatów faktycznie Kraków przypadł Siedmiogrodowi, ale Karol Gustaw pozostawił tam jednak swoją załogę.
12 kwietnia wojska Rakoczego i Karola X Gustawa połączyły się pod Ćmielowem. Sojusznicy rozpoczęli pościg za armiami koronną Stanisława „Rewery” Potockiego i litewską Pawła Sapiehy, aby zmusić je do przyjęcia rozstrzygającej bitwy. 13 maja Karol X i Rakoczy zajęli Brześć Litewski. Miasto było silnie i nowocześnie ufortyfikowane i broniło go 2 tys. wojska pod dowództwem kasztelana Melchiora Sawickiego, jednak w obliczu silnej armii nieprzyjaciela gotującej się do oblężenia Sawicki skapitulował. Znaczną część załogi twierdzy wcielono do armii szwedzkiej.
Niebawem król szwedzki, zaalarmowany grożącą mu wojną z Danią, zdał dowództwo Stenbockowi i pospieszył na Pomorze. Osamotniony Rakoczy poczuł się niepewnie, zdając sobie sprawę z niskiej wartości bojowej swojego wojska. Trzymał się kurczowo korpusu Stenbocka i 17 czerwca 1657 (po trzydniowym oblężeniu) wojska szwedzko-siedmiogrodzkie zajęły Warszawę, której bronił garnizon ppłk. Eliasza Łąckiego liczący ok. 1500-1800 żołnierzy.
20 czerwca Stenbock otrzymał królewski rozkaz odłączenia się od Rakoczego i podążył za swym monarchą do Szczecina. W tej sytuacji przestraszony i osamotniony Rakoczy rozpoczął odwrót, a ruszył za nim Stefan Czarniecki prowadzący 10 tys. jazdy (w tym 1000 Tatarów). Ponadto w okresie od maja do lipca Lubomirski, nie mogąc doczekać się na sprzymierzonych Tatarów, ruszył z akcją odwetową na Siedmiogród, gdzie palono, rabowano i zabijano bez litości. 11 lipca pod Magierowem Czarniecki zniszczył tylną straż wojsk siedmiogrodzkich (kozacką), a później dopadł uciekającego przeciwnika na Podolu i rozbił pod Czarnym Ostrowem.
Rakoczy wycofał się do Międzyboża nad Bohem i zgłosił chęć kapitulacji, którą przyjęto 23 lipca. Na czele resztek wojsk ruszył Rakoczy do Siedmiogrodu, ale 26 lipca pod Skałatem dopędzili go Tatarzy. Książę Jerzy II Rakoczy uciekł, a dowództwo wojsk przejął Janos Kemeny. W ciągłych walkach z Tatarami Węgrzy dotarli do Wiśniowczyka za Trembowlą i tu bronili się w warownym obozie. 31 lipca Tatarzy zdobyli obóz – zginęło 500, a w jasyr poszło 11 tysięcy Węgrów i Mołdawian, a armia siedmiogrodzka przestała istnieć.
W sierpniu pod Krakowem stanęła armia cesarska (17–18 tys. żołnierzy) pod dowództwem feldmarszałka Melchiora von Hatzfeldta, wspierając wojska polskie. 4 sierpnia 1657 roku wojska królewsko-cesarskie szykowały się do szturmu, gdy nadszedł rozkaz od księcia Rakoczego, oblężonego w tym czasie przez siły tatarsko-polskie, nakazujący Węgrom pod rozkazami Jana Bethlena oddanie Krakowa. Osamotniony szwedzki garnizon gen. Pawła Wirtza skapitulował dopiero dnia 18 sierpnia na honorowych warunkach i zakończyło się oblężenie Krakowa. 4 września Jan Kazimierz uroczyście wjechał na Wawel, lecz całe miasto było wyniszczone w wyniku 2-letniej okupacji.
W rezultacie najazdu Rakoczy, niedoszły polski król, musiał zapłacić 3 mln złotych kontrybucji, utracił wszystkie łupy wojenne, a niedobitki jego armii znalazły się w tatarskiej niewoli. Wkrótce na osłabiony Siedmiogród uderzyli Turcy, pozbawiając go wpływów w Mołdawii, a sam Rakoczy został śmiertelnie ranny w bitwie pod Floresti i umarł w 1660.

#### Po najeździe Rakoczego
W sierpniu załogi brandenburskie opuściły Poznań, Kościan i Kórnik. W obcych rękach pozostała tylko część Prus Królewskich (Malbork, Elbląg, Sztum, Brodnica, Gdańska Głowa, Grudziądz i Toruń). Siły szwedzkie w tym rejonie liczyły ok. 8 tys. żołnierzy pod komendą księcia Adolfa Jana.
Decydujące walki o Prusy Królewskie dowództwo polskie odłożyło do wiosny roku następnego, co ustalono w czasie narady w Poznaniu w dniu 26 listopada.
W roku 1657 Rzeczpospolita uregulowała swoje stosunki z elektorem Fryderykiem Wilhelmem. 19 września zawarto traktat w Welawie, gdzie Polska zrezygnowała ze zwierzchności lennej nad Prusami Książęcymi, dzięki czemu Prusy stały się suwerennym państwem. Uzupełnił go traktat zawarty 6 listopada w Bydgoszczy (tzw. traktaty welawsko-bydgoskie), który wiązał Rzeczpospolitą i elektora wieczystym przymierzem. Wojska brandenburskie otrzymały prawo przemarszu do Prus przez Pomorze Gdańskie i elektor mógł też prowadzić werbunek na terytorium Rzeczypospolitej.

### Odzyskanie Torunia
Polskie plany wojenne na rok 1658 przewidywały działania oblężnicze w Prusach Królewskich przy użyciu posiłkowych wojsk Cesarstwa, dowodzonych przez Raimondo Montecuccolego.
Z sił polskich skierowano do walki korpus Krzysztofa Grodzickiego (3 tys. ludzi), pułk jazdy Jana Sapiehy (1000 szabel) i dywizję Stefana Czarnieckiego (4 tys. jazdy). Współdziałać z siłami polsko-cesarskimi miały wojska brandenburskie pod komendą Bogusława Radziwiłła. Pierwszym celem miało być odzyskanie Torunia, miasta o kluczowym znaczeniu strategicznym, a zarazem nowocześnie ufortyfikowanego. Garnizon szwedzki w Toruniu liczył 2420 ludzi pod komendą generała majora Bartholda Hartwiga von Bülowa. 1 sierpnia gen. de Souches razem z korpusem Grodzickiego rozpoczął regularne oblężenie Torunia. We wrześniu pod Toruń napłynęły oddziały Lubomirskiego. W sumie w walkach o miasto wzięło udział 18,7 tys. żołnierzy polskich i 4,6 tys. cesarskich. Ostrzał artyleryjski miasta rozpoczęto w październiku. Szturm generalny został przypuszczony w nocy z 16 na 17 listopada i zdobyto trzy bastiony, co przesądziło o kapitulacji szwedzkiego garnizonu 30 grudnia. Toruń powrócił w polskie ręce, a na pozostałym obszarze Prus Królewskich wojska polskie i brandenburskie Radziwiłła utrudniały garnizonom szwedzkim komunikację i aprowizację.
Gdy do wojny ze Szwecją przystąpiła też Dania, Stefan Czarniecki na czele 4,5 tys. żołnierzy przeprawił się przez Odrę pod Kostrzynem. 12 października znalazł się pod Hamburgiem, a 16 października dotarł pod Szlezwik. Dywizja polska brała udział w przeprawie sił brandenburskich na wyspę Als, zakończonej jej opanowaniem.

### Walki o Prusy Królewskie
W 1659 dowódca wojsk szwedzkich feldmarszałek Lorens von der Linde wycofał piechotę do największych twierdz: Malborka, Głowy Gdańskiej, Grudziądza i Brodnicy, natomiast jazdę szwedzką skupił pod Malborkiem. W sierpniu siły Rzeczypospolitej odzyskały Grudziądz, natomiast w grudniu oddziały gdańskie zdobyły Głowę, a wkrótce poddał się też wygłodzony garnizon szwedzki w Brodnicy. Kontynuowano oblężenie Malborka, a wojska brandenburskie i polskie kilkakrotnie blokowały Elbląg, lecz blokady te nie miały charakteru ciągłego i dopiero w grudniu podjęto regularne oblężenie miasta. Wojnę zakończył pokój oliwski zawarty 3 maja 1660.

## Skutki wojny
Wojna i okupacja prawie całego kraju przez potop wojsk szwedzkich spowodowały w Rzeczypospolitej ogromne straty demograficzne na skutek działań wojennych, głodu, chorób i epidemii (nawet do 40% całej populacji Rzeczypospolitej) zniszczenia materialne (ponad 50% całego majątku), wielkie straty dóbr kulturalnych, zagrabionych przez okupanta, a wreszcie utratę zwierzchnictwa nad Prusami Książęcymi i przypieczętowanie tego samego odnośnie do Inflant. Traktaty welawsko-bydgoskie pozwoliły na umocnienie Brandenburgii na arenie międzynarodowej.
Kolejnym skutkiem wojny są też niepowetowane straty materialne i kulturowe. Pomimo że większość polskich zamków i twierdz poddawała się Szwedom bez walki, zostały zniszczone i złupione jako potencjalne miejsca oporu. Wiele ze świetnych niegdyś rezydencji (Zamek Ogrodzieniec, Zamek w Chęcinach, Zamek w Olsztynie) po potopie szwedzkim nigdy nie zostało odbudowanych i nie odzyskało świetności; wizerunki niektórych znamy tylko dzięki pracom szwedzkiego wojskowego – Erika Dahlbergha. Rozgrabiono nie tylko biblioteki i skarbce, wywożono także relikwie świętych (np. św. Stanisława z Krakowa) czy detale architektoniczne (np. marmurowe delfiny z fontanny w zamku królewskim w Warszawie).
Wojna przyczyniła się również do zaostrzenia polityki wobec protestantów, którzy wskutek rosnącej wrogości katolików i państwa począwszy od końca XVI wieku zaczęli masowo współpracować ze Szwedami przeciwko Polsce. W efekcie przed zdobyciem Warszawy król Jan Kazimierz złożył ślub wypędzenia braci polskich. Powodem miało być ich sprzyjanie szwedzkiemu najeźdźcy. Polscy luteranie i kalwiniści uniknęli banicji, co najprawdopodobniej wynikało z poparcia, jakim te wyznania cieszyły się w krajach sąsiednich. Po wojnie sejm konwokacyjny 1668 roku wprowadził karę banicji za apostazję od Kościołów rzymskiego i unickiego (podobnie jak w przypadku braci polskich).

## Wydarzenia militarne w trakcie potopu szwedzkiego

### Kampania 1655
- bitwa pod Ujściem, 24 lipca 1655, zwycięstwo Szwedów
- bitwy pod Sobotą i Piątkiem, 2 września 1655, zwycięstwo Szwedów
- bitwa pod Żarnowem, 16 września 1655, zwycięstwo Szwedów
- bitwa pod Nowym Dworem, 21 września 1655, zwycięstwo Szwedów
- bitwa pod Wojniczem, 3 października 1655, zwycięstwo Szwedów
- bitwa pod Kościanem, 4 października 1655, zwycięstwo Polaków (lecz musieli się wycofać)
- oblężenie Krakowa, 25 września – 17 października 1655, zwycięstwo Szwedów
- oblężenie Jasnej Góry, 18 listopada – 27 grudnia 1655, zwycięstwo Polaków
- bitwa pod Krosnem 7 grudnia 1655 – przełomowe zwycięstwo chorągwi por. Gabriela Wojniłłowicza nad Szwedami i nad oddziałami płk. A. Prackiego.

### Kampania 1656
- bitwa pod Gołębiem, 19 lutego 1656, zwycięstwo militarne Szwedów, taktyczne Polaków
- bitwa pod Jarosławiem, 15 marca 1656, zwycięstwo Polaków
- bitwa pod Niskiem, 28 marca 1656, zwycięstwo Polaków
- bitwa pod Kozienicami, 6 kwietnia 1656, zwycięstwo Polaków
- bitwa pod Warką, 7 kwietnia 1656, zwycięstwo Polaków
- oblężenie Warszawy, 24 kwietnia – 1 lipca 1656, zwycięstwo Polaków
- bitwa pod Kłeckiem, 7 maja 1656, zwycięstwo Szwedów
- bitwa pod Warszawą, 28–30 lipca 1656, zwycięstwo Szwedów
- bitwa pod Łowiczem, 25 sierpnia 1656, zwycięstwo Polaków
- bitwa pod Lubrzem, 28 sierpnia 1656, zwycięstwo Polaków
- bitwa pod Prostkami, 8 października 1656, zwycięstwo Polaków
- bitwa pod Filipowem, 22 października 1656, zwycięstwo szwedzko-brandebursko-pruskie

### Kampania 1657
- bitwa pod Chojnicami, 2 stycznia 1657, zwycięstwo Szwedów
- starcie pod Toruniem, 20 marca 1657,
- oblężenie Brześcia Litewskiego, 22–23 maja 1657, zwycięstwo Szwedów[15]
- oblężenie Warszawy, 14–17 czerwca 1657, zwycięstwo szwedzko-siedmiogrodzko-kozackie
- bitwa pod Magierowem, 11 lipca 1657, zwycięstwo polsko-tatarskie
- bitwa pod Czarnym Ostrowem, 20 lipca 1657, zwycięstwo polsko-tatarskie
- bitwa pod Skałatem, 23 lipca 1657, zwycięstwo Tatarów
- oblężenie Krakowa – sierpień 1657, zwycięstwo polsko-niemieckie
- oblężenie Poznania – lipiec – sierpień 1657, zwycięstwo polskie

### Kampania 1658
- oblężenie Torunia, 1 sierpnia-30 grudnia 1658, zwycięstwo polsko-austriacko-brandenburskie

### Kampania 1659
- bitwa pod Szkudami, 18 maja 1659, zwycięstwo Polaków
- szturm na Grudziądz, 29–30 sierpnia 1659, zwycięstwo Polaków
- starcie pod Głową, 26 października 1659, zwycięstwo Polaków
- kapitulacja szwedzkiej załogi Głowy Gdańskiej, 22 grudnia

## W literaturze
Wydarzenia historyczne potopu szwedzkiego polski powieściopisarz Henryk Sienkiewicz opisał w części Trylogii zatytułowanej Potop. Jednak zawarta tam historia o oblężeniu i heroizmie obrońców twierdzy jasnogórskiej (18 listopada – 26 grudnia 1655), choć oparta na faktach, jest niewątpliwie napisana ku pokrzepieniu serc i jako taka zawiera pewne nieścisłości. Wśród oblegających klasztor przeważały zaciężne wojska niemieckie pod dowództwem gen. Burcharda Müllera von der Lühnen. Przeor Augustyn Kordecki do końca walk nie stracił nadziei na obronę Jasnej Góry. W tym miejscu warto też zaznaczyć, że sformułowanie potop szwedzki jest niezgodne z intencjami Henryka Sienkiewicza, który nadał taki tytuł swojej powieści. Pierwotnie sienkiewiczowski „potop” miał oznaczać powszechne, zbrojne powstanie ludności polskiej, zalewające wrogie wojska ze wszystkich stron i wyzwalające w ten sposób ojczyznę.